# FC Universitatea Olimpia Cluj-Napoca
FC Universitatea Olimpia Cluj-Napoca este un club de fotbal feminin din Cluj-Napoca. Cunoscută simplu ca Olimpia Cluj, este cea mai titrată echipă din fotbalul feminin românesc și este principala sursă de proveniență a jucătoarelor din echipa națională.

## Istoric
Fondat în anul 2010, Olimpia Cluj-Napoca a început direct în prima ligă, fiindcă la acea vreme exista un singur eșalon fotbalistic feminin. În primul său sezon de existență clubul a reușit să câștige atât campionatul, cât și Cupa României. Chiar mai mult, începând cu acel sezon a fost instaurată o supremație a acestui club în campionatul intern, Olimpia a reușit eventul timp de doisprezece ani consecutiv (2011, 2012, 2013, 2014, 2015, 2016, 2017, 2018, 2019, 2021, 2022, 2023).
La începutul sezonului 2018-2019, clubul a încheiat un parteneriat cu FC Universitatea Cluj. Prin urmare, Olimpia și-a schimbat numele în FC Universitatea Olimpia Cluj-Napoca.

### Cronologia numelor
| Perioada     | Nume complet                                                       | Nume scurt      |
| 2011–2012    | Clubul de Fotbal Feminin Olimpia Cluj-Napoca                       | Olimpia Cluj    |
| 2012–2015    | Clubul de Fotbal Feminin Olimpia Universitatea Tehnică Cluj-Napoca | Olimpia UT Cluj |
| 2015–2018    | Clubul de Fotbal Feminin Olimpia Cluj-Napoca                       | Olimpia Cluj    |
| 2018–prezent | Asociația Fotbal Club Universitatea Olimpia Cluj                   | U Olimpia Cluj  |

## Sezon de sezon
Campioni
      Al doilea loc
      Al treilea loc
      Promovate
      Retrogradate
| Sezon | Sezon   | Divizia            | Nivel | Loc | Cupa | WCL |
| ----- | ------- | ------------------ | ----- | --- | ---- | --- |
| 1     | 2010–11 | Liga I             | 1     | 1   | V    | –   |
| 2     | 2011–12 | Liga I, Seria Vest | 1     | 1   | V    | R32 |
| 3     | 2012–13 | Liga I, Seria Vest | 1     | 1   | V    | R16 |
| 4     | 2013–14 | Superliga          | 1     | 1   | V    | Grp |
| 5     | 2014–15 | Superliga          | 1     | 1   | V    | Grp |
| 6     | 2015–16 | Superliga          | 1     | 1   | F    | R32 |
| 7     | 2016–17 | Superliga          | 1     | 1   | V    | Grp |
| 8     | 2017–18 | Liga I             | 1     | 1   | SF   | R32 |
| 9     | 2018–19 | Liga I             | 1     | 1   | SF   | Grp |
| 10    | 2019–20 | Liga I             | 1     | 1   | SF   | Grp |
| 11    | 2020–21 | Liga I             | 1     | 1   | V    | 2QR |
| 12    | 2021–22 | Liga I             | 1     | 1   | V    | R1  |
| 13    | 2022–23 | Liga I             | 1     | 1   | F    | R1  |
| 14    | 2023–24 | Liga I             | 1     | 2   | V    | R2  |
| 15    | 2024–25 | Liga I             | 1     | 4   | Grp  | –   |

1. ↑  nu a fost încoronată ca și campioană

## Palmares

### Intern
- Campionatul României (12): 2011, 2012, 2013, 2014, 2015, 2016, 2017, 2018, 2019, 2021, 2022, 2023[3]
- Cupa României (9): 2011, 2012, 2013, 2014, 2015, 2017, 2021, 2022,[8] 2024[9]

### Extern
Liga Campionilor UEFA
- Optimi: 2012 (Torres Calcio Femminile)[10]
- Șaisprezecimi: 2011 (Olympique Lyonnais), 2012 (NOSV Neulengbach), 2015 (Paris Saint Germain)
- Câștigătoarea grupei: 2011, 2012, 2015
- Participări în faza grupelor: 2011, 2012, 2013, 2014, 2015